# Kultianella
Kultianella is een geslacht van kevers uit de familie van de loopkevers (Carabidae). De wetenschappelijke naam van het geslacht is voor het eerst geldig gepubliceerd in 1994 door Perrau.

## Soorten
Het geslacht Kultianella omvat de volgende soorten:
- Kultianella sulcicollis (Putzeys, 1866)
- Kultianella sulculata (Putzeys, 1866)